# Костёл Пресвятой Троицы (Беница)
Костел Пресвятой Троицы — католический храм в д. Беница (Молодечненском р-н). Памятник архитектуры позднего барокко.

## История

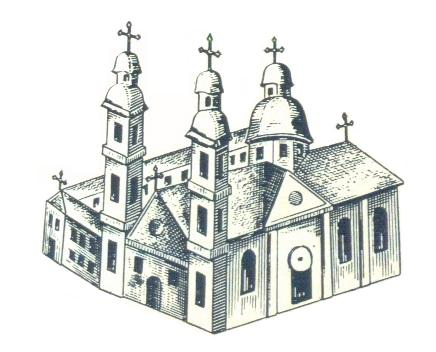
Монастырь бернардинцев с пиктографической карты XVIII века.

В 1701 году каштелян Трокский Михал Казимир Коцелл пожертвовал средства на строительство церкви в своём имении. Построенная церковь была передана семье бернардинцев, которые позже построили рядом с ней монастырь на средства того же Котцелла. В 1704 году возведенные здания были освящены. В конце XVIII века костёл стал приходским. Известно, что при монастыре имелась школа.

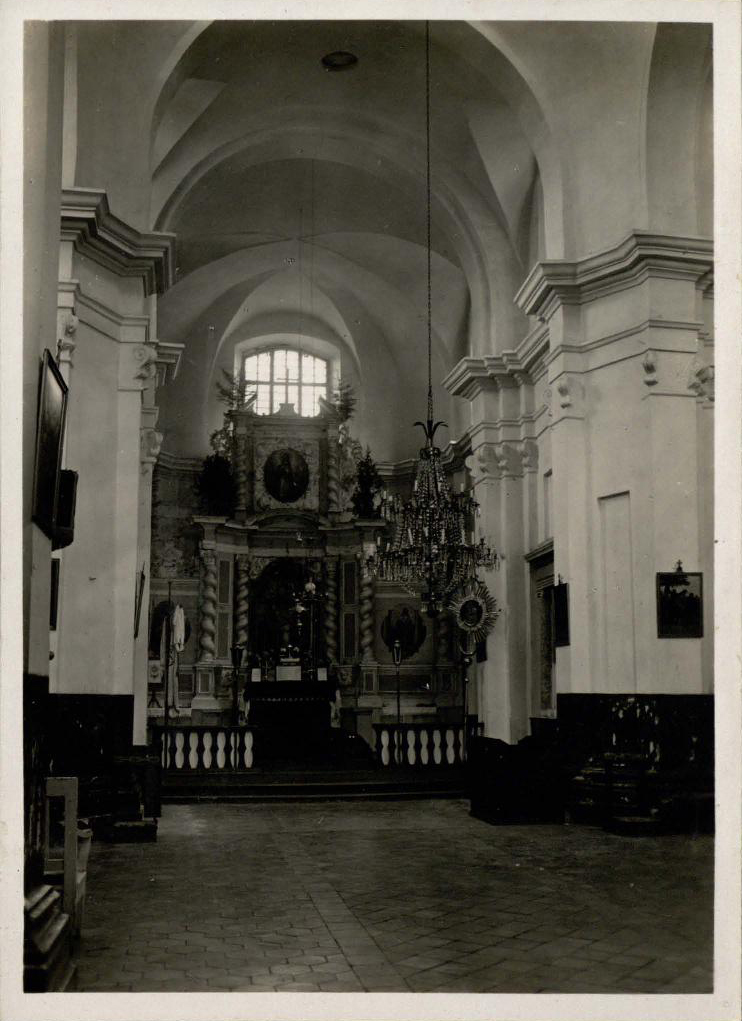
Интерьер костёла в 1930 г.

В 1851 году монастырь был упразднен, в 1866 году костёл преобразован в православную церковь, а жилой корпус после 1863 года снесен. В конце XIX века развалины монастыря были разобраны тогдашним владельцем города К. Швыковским. В 1919 году церковь была возвращена католикам, в 1948 году закрыта. Идёт реставрация.

## Архитектура

### Костёл

#### Внешний вид

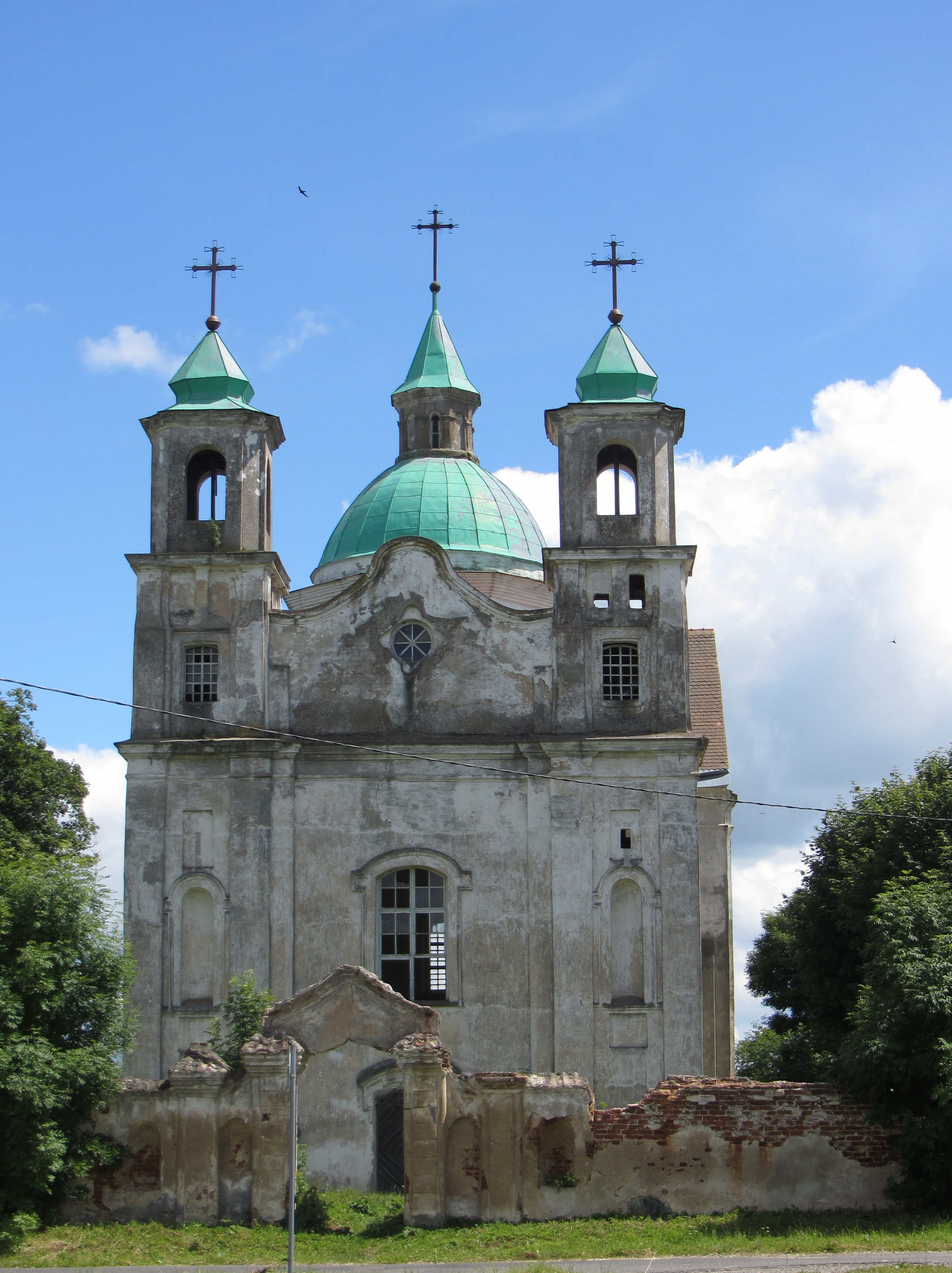
Троицкий костёл

Костёл представляет собой двухбашенное крестообразное здание с пятиугольной апсидой и короткими крыльями трансепта. Средокрестие завершено куполом на восьмиугольном световом барабане, увенчанном граненой шатровой башней. Главный западный фасад ограничен трехъярусными квадратными башнями. Нижние ярусы башен расположены на уровне стен церкви и объединены с ними общим профилированным карнизом, верхние же соединены криволинейным фронтоном.

#### Интерьер

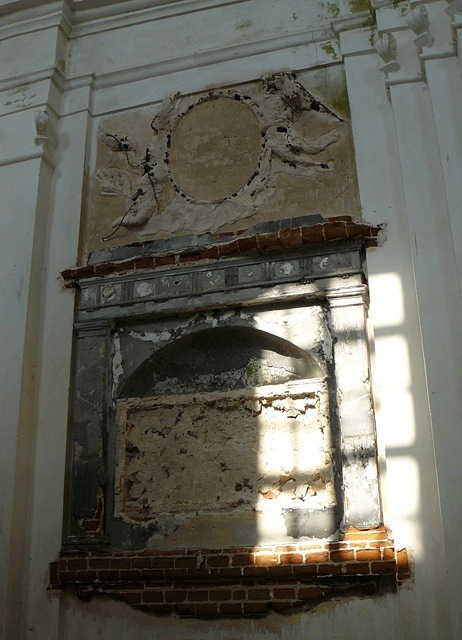
Остатки надгробия

Внутреннее пространство церкви перекрыто цилиндрическими сводами. Алтарь, крылья трансепта и неф соединены с центральным залом арочными проемами. Частично сохранились три лепных надгробия рода Коцеллов. В подвале костёла находились фамильные склепы Коцелов и Швыковских.

### Ограда
По оси церкви расположены ворота, входившие в состав кирпичной ограды (частично сохранившейся с западной стороны). Представляют собой композицию из четырёх столбов с закругленными углами. Средние столбы соединены криволинейным фронтоном, образующим центральный проход. Боковые части ворот полые, испещренные плоскими арочными нишами криволинейного очертания.